# Pyhätunturi (berg)
Pyhätunturi är ett berg i Finland. Det ligger i Pelkosenniemi i landskapet Lappland, i den norra delen av landet, 800 km norr om huvudstaden Helsingfors. Toppen på Pyhätunturi är 540 meter över havet. Pyhätunturi ingår i Luostotunturit.
Terrängen runt Pyhätunturi är huvudsakligen platt, men den allra närmaste omgivningen är kuperad. Pyhätunturi är den högsta punkten i trakten. Runt Pyhätunturi är det mycket glesbefolkat, med 2 invånare per kvadratkilometer. Närmaste större samhälle är Pyhäjärvi, 6,9 km norr om Pyhätunturi. 